# Amaël Moinard
Amaël Moinard (Cherbourg-Octeville, 1982. február 2. –) francia profi kerékpáros. 2019-ben visszavonult a versenyzéstől.

## Eredményei
2003
8. - Critérium des Espoirs
2004
1., 4. szakasz - Bidasoa Itzulia
6. - Critérium des Espoirs
2006
8., összetettben - Tour de l'Avenir
2007
10., összetettben - Route du Sud
1., 3. szakasz
2008
9., összetettben - Tour Méditerranéen
2010
1., Hegyi összetettben - Párizs–Nizza
1., 7. szakasz
7., összetettben - Tropicale Amissa Bongo
7. - Duo Normand

## Grand Tour eredményei
| Grand Tour    | 2006 | 2007 | 2008 | 2009 | 2010 | 2011 | 2012 |
| ------------- | ---- | ---- | ---- | ---- | ---- | ---- | ---- |
| Giro d’Italia | 112. | 46.  | -    | -    | -    | -    |      |
| Tour          | -    | -    | 15.  | 65.  | 70.  | 65.  |      |
| Vuelta        | -    | -    | -    | 18.  | -    | -    |      |